# Кловайняйское староство
Кловайняйское староство (лит. Klovainių seniūnija) — одна из 8 административно-территориальных единиц Пакруойского района, Шяуляйского уезда Литвы. Административный центр — местечко Кловайняй.

## География
Расположено в Мушо-Нямунельской низменности на севере Литвы, в юго-восточной части Пакруойского района.
Граничит с Пакруойским староством на западе, Розалимским — на юге и юго-западе, Гуостагальским — на севере, Линкувским — на северо-западе и севере, Смилгяйским староством Панявежского района — на юге, Йонишкельским апилинкским староством Пасвальского района — на востоке, и Пушалотским староством Пасвальского района — на северо-востоке.

## Население
Кловайняйское староство включает в себя местечко Кловайняй, 37 деревень и 5 хуторов.